# Saia
Koordinaten: 58° 20′ N, 22° 27′ O

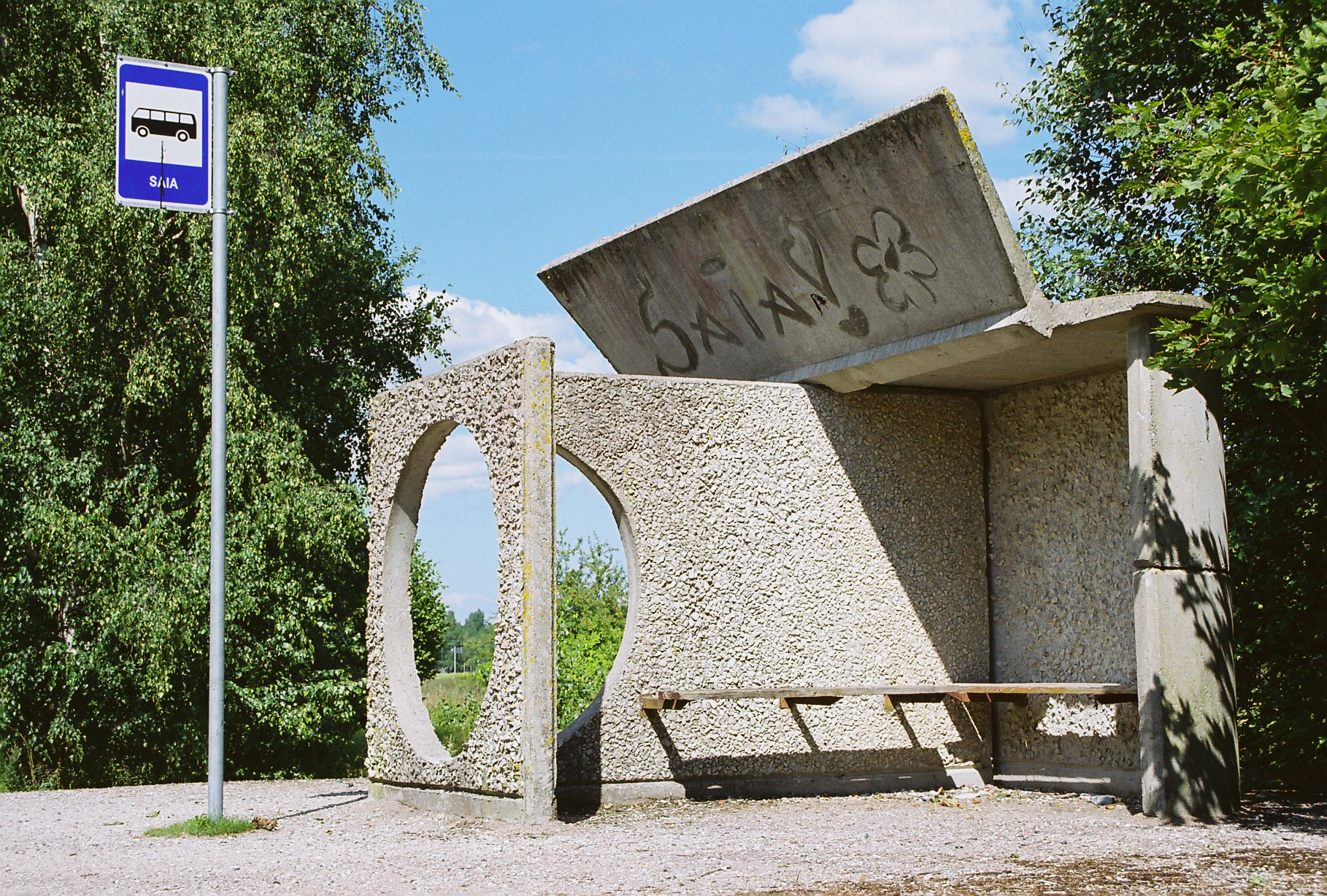
Bushaltestelle von Saia

Saia ist ein Dorf (estnisch küla) auf der größten estnischen Insel Saaremaa. Es gehört zur Landgemeinde Saaremaa (bis 2017: Landgemeinde Lääne-Saare) im Kreis Saare.
Das Dorf hat 39 Einwohner (Stand 1. Januar 2016). Seine Fläche beträgt 3,70 km².